# Stazione di Belfast Centrale
La stazione di Belfast Lanyon Place ( in inglese britannico Belfast Central railway station) è una stazione ferroviaria che fornisce servizio a Belfast, contea di Antrim, Irlanda del Nord. Insieme alla stazione di Belfast Great Victoria Street è la più importante fermata ferroviaria dell'intero Ulster ed è una delle quattro del centro della città con City Hospital e Botanic.

## Ubicazione e struttura
La stazione si trova, nonostante il nome, in una posizione non proprio centrale, sicuramente meno della Great Victoria Street. Il vero motivo della nomenclatura è il fatto che si trovi sul percorso della ferrovia chiamata "Belfast Central Railway", ormai in disuso. La stazione fu aperta il 26 aprile 1976. Nei tardi anni 90 del XX secolo la stazione è stata modernizzata ed è ora dotata di 4 binari, accessibili tramite due banchine centrali (una tra i binari 1 e 2, una tra i binari 3 e 4) che sono lunghe quanto treni da nove vagoni. I servizi Dublino-Belfast sono accessibili dai binari 2 e 4. Il binario 1 è usato dai treni provenienti da Derry~Londonderry o Portrush e diretti verso la Grand Central. Il binario 3 è bidirezionale e usato sia da treni diretti a Nord verso Portrush, Derry o Bangor sia da quelli che, provenendo da Bangor sono diretti a Portadown. Il binario 4 è usato come capolinea della Belfast-Larne.

## Treni

### Ferrovia Belfast-Newry-Bangor
Da lunedì a sabato ci sono servizi ogni mezzora da Bangor a Portadown, con alcuni treni che proseguono anche fino a Newry. Durante le ore di punta ci sono anche 6 treni per Bangor all'ora ( metà diretti e metà facenti fermata in tutte le stazioni). Il servizio è ridotto a un treno all'ora durante le sere. Di domenica c'è un treno all'ora da o per Bangor e Portadown.

### Ferrovia Belfast-Larne
Durante i giorni feriali tutti i treni della linea Larne terminano in questa stazione e arrivano ogni mezzora. Qualche treno prosegue fino a Larne.

### Linea Belfast-Derry
Tutti i treni della linea per Derry si fermano a Belfast Central. Durante la settimana c'è un treno ogni due ore per ogni direzione tra Derry~Londonderry e Belfast Central, durante le ore di punta questa frequenza può aumentare. Il sabato c'è qualche riduzione ma il numero dei servizi rimane poco variato, salvo casi eccezionale. La domenica ci sono cinque treni al giorno per ognuna delle due direzioni.

## Servizi ferroviari
- Intercity Dublino–Belfast (2024)
- Belfast-Newry
- Belfast-Bangor
- Belfast-Derry
- Belfast-Larne

la partenza dei treni viene autorizzata con la disposizione del segnale luminoso e con paletta luminosa del capostazione.

## Servizi
- Biglietteria self-service
- Distribuzione automatica cibi e bevande
- Biglietteria
- Fermata e capolinea autobus urbani
- Capolinea autolinee extraurbane
- Sottopassaggio
- Servizi igienici